# Aspidiophorus polystictos
Aspidiophorus polystictos is een buikharige uit de familie Chaetonotidae. Het dier komt uit het geslacht Aspidiophorus. Aspidiophorus polystictos werd in 1987 voor het eerst wetenschappelijk beschreven door Balsamo & Todaro. 